# Billet de 50 francs bleu (1864)
Pour les articles homonymes, voir 50 francs.
Recto
Verso
Chronologie
50 francs bleu 1884
Le 50 francs bleu 1864 est un billet de banque français créé le 2 mars 1864, mis en circulation à partir du 21 mars 1864 par la Banque de France. C'est le premier billet de cinquante francs.
Il a été remplacé par le 50 francs bleu 1884.

## Historique
L'invention du procédé photographique permet dès 1850 aux faux-monnayeurs de produire des contrefaçons de billets de 100 francs noir. La situation est suffisamment alarmante pour que la loi du 9 juin 1857 procède au lancement d'une nouvelle gamme de billets. En 1862, la Banque de France décide de renforcer la sécurité de ses billets en les imprimant « en bleu céleste ». Cette encre bleue particulière vient de la Manufacture Royale de Schneeberg en Saxe et résiste le mieux à la reproduction photographique. Elle sera remplacée en 1872 par une encre de fabrication française en raison de la Guerre franco-allemande de 1870.
Après l'émission en bleu des coupures de 100, 500 et 1 000 francs entre 1862 et 1863, le billet de 50 francs voit le jour en 1864.

## Description
Il s'agit d'un billet imprimé en monotype bleu avec une numérotation en noir.
Au recto, l'on peut voir une couronne de forme elliptique avec en son sommet une tête de Mercure regardant à gauche, puis sur les côtés, deux cartouches reproduisant les peines encourues en cas de contrefaçon et enfin, à la base, un couple d'angelots.
Au verso, cette même couronne elliptique dominée par un dodécaèdre étoilé. Au centre de cette guirlande se trouve tracé en style calligraphique et d'une seule bande le montant du billet.
Il existe trois variantes de ce billet :
- En 1864 une partie de la numérotation et les signatures des deux contrôleurs sont effectuées à la main.
- À partir de 1868, la numérotation devient mécanique et de couleur noir et la bande calligraphique au verso disparaît.
- Sur la série imprimée à partir de 1870 à Clermont-Ferrand, la numérotation redevient en partie manuelle.

Le dessin a été réalisé par le peintre français Guillaume-Alphonse Harang dit Cabasson (1814-1884) et gravé par A. Pannemaker (R°) et son élève Ad. Ligny (V°), tous deux originaires de Belgique.
Ce billet est privé définitivement de son cours légal le 2 janvier 1923.